# 2012-es GP3 monacói nagydíj
A 2012-es GP3 monacói nagydíj volt a 2012-es GP3 szezon második versenye, amelyet 2012. május 24. és május 26. között rendeztek meg a monacói városi pályán, Monte-Carlóban, a 2012-es Formula–1 monacói nagydíj betétfutamaként.

## Időmérő
Az időmérő edzést két csoportra bontották a balesetek elkerülése érdekében. Az A csoportot a páros rajtszámú, a B csoportot a páratlan rajtszámú autók alkották.

### A csoport
| Helyezés | Rajtszám | Versenyző         | Csapat                  | Idő      | Rajthely |
| -------- | -------- | ----------------- | ----------------------- | -------- | -------- |
| 1        | 18       | Kevin Ceccon      | Ocean Racing Technology | 1.28.922 | 2        |
| 2        | 4        | Mitch Evans       | MW Arden                | 1:29.108 | 4        |
| 3        | 14       | Marlon Stöckinger | Status Grand Prix       | 1:29.152 | 6        |
| 4        | 2        | Conor Daly        | Lotus GP                | 1:29.246 | 8        |
| 5        | 28       | William Buller    | Carlin                  | 1:29.757 | 15*      |
| 6        | 16       | Alice Powell      | Status Grand Prix       | 1:30.400 | 11       |
| 7        | 26       | Alex Brundle      | Carlin                  | 1:30.436 | 13       |
| 8        | 8        | Fabiano Machado   | Marussia Manor Racing   | 1:30.637 | 16       |
| 9        | 20       | Robert Visoiu     | Jenzer Motorsport       | 1:30.782 | 18       |
| 10       | 30       | John Wartique     | Atech CRS Grand Prix    | 1:31.427 | 20       |
| 11       | 24       | Antonio Spavone   | Trident Racing          | 1:31.474 | 22       |
| 12       | 22       | Jakub Klášterka   | Jenzer Motorsport       | 1:32.061 | 24       |
| 13       | 6        | Matias Laine      | MW Arden                | 1:49.760 | 26       |

### B csoport
| Helyezés | Rajtszám | Versenyző              | Csapat                  | Idő      | Rajthely |
| -------- | -------- | ---------------------- | ----------------------- | -------- | -------- |
| 1        | 3        | Aaro Vainio            | Lotus GP                | 1:28.008 | 1        |
| 2        | 29       | Kiss Pál Tamás         | Atech CRS Grand Prix    | 1:28.123 | 3        |
| 3        | 5        | David Fumanelli        | MW Arden                | 1:28.218 | 5        |
| 4        | 1        | Daniel Abt             | Lotus GP                | 1:28.653 | 7        |
| 5        | 27       | António Félix da Costa | Carlin Motorsport       | 1:28.667 | 9        |
| 6        | 9        | Tio Ellinas            | Marussia Manor Racing   | 1:29.029 | 10       |
| 7        | 15       | Kotaro Sakurai         | Status Grand Prix       | 1:29.248 | 12       |
| 8        | 21       | Patric Niederhauser    | Jenzer Motorsport       | 1:29.952 | 14       |
| 9        | 7        | Dmitry Suranovich      | Marussia Manor Racing   | 1:30.610 | 17       |
| 10       | 23       | Vicky Piria            | Trident Racing          | 1:31.023 | 19       |
| 11       | 31       | Ethan Ringel           | Atech CRS Grand Prix    | 1:31.144 | 21       |
| 12       | 19       | Robert Cregan          | Ocean Racing Technology | 1:33.163 | 23       |
| 13       | 17       | Carmen Jordá           | Ocean Racing Technology | 1:34.793 | 25       |

Megjegyzés:

* — William Buller 5 rajthelyes büntetést kapott a barcelonai második versenyen való elkerülhető baleset okozása miatt.

## Első verseny
| Helyezés                                                                        | Rajtszám | Versenyző              | Csapat                  | Futott kör | Idő/Kiesés oka | Rajthely | Pont      |
| ------------------------------------------------------------------------------- | -------- | ---------------------- | ----------------------- | ---------- | -------------- | -------- | --------- |
| 1                                                                               | 3        | Aaro Vainio            | Lotus GP                | 18         | 27:06.685      | 1        | 25        |
| 2                                                                               | 29       | Kiss Pál Tamás         | Atech CRS Grand Prix    | 18         | +1.994         | 3        | 18        |
| 3                                                                               | 18       | Kevin Ceccon           | Ocean Racing Technology | 18         | +10.519        | 2        | 17 (15+2) |
| 4                                                                               | 5        | David Fumanelli        | MW Arden                | 18         | +16.156        | 5        | 12        |
| 5                                                                               | 4        | Mitch Evans            | MW Arden                | 18         | +17.789        | 4        | 10        |
| 6                                                                               | 1        | Daniel Abt             | Lotus GP                | 18         | +18.169        | 7        | 8         |
| 7                                                                               | 27       | António Félix da Costa | Carlin Motorsport       | 18         | +18.548        | 9        | 6         |
| 8                                                                               | 14       | Marlon Stöckinger      | Status Grand Prix       | 18         | +20.440        | 6        | 4         |
| 9                                                                               | 9        | Tio Ellinas            | Marussia Manor Racing   | 18         | +20.733        | 10       | 2         |
| 10                                                                              | 26       | Alex Brundle           | Carlin                  | 18         | +25.083        | 13       | 1         |
| 11                                                                              | 16       | Alice Powell           | Status Grand Prix       | 18         | +26.084        | 11       |           |
| 12                                                                              | 28       | William Buller         | Carlin                  | 18         | +29.591        | 15       |           |
| 13                                                                              | 15       | Kotaro Sakurai         | Status Grand Prix       | 18         | +31.319        | 12       |           |
| 14                                                                              | 20       | Robert Visoiu          | Jenzer Motorsport       | 18         | +31.612        | 18       |           |
| 15                                                                              | 8        | Fabiano Machado        | Marussia Manor Racing   | 18         | +34.249        | 16       |           |
| 16                                                                              | 7        | Dmitry Suranovich      | Marussia Manor Racing   | 18         | +34.851        | 17       |           |
| 17                                                                              | 30       | John Wartique          | Atech CRS Grand Prix    | 18         | +47.648        | 20       |           |
| 18                                                                              | 19       | Robert Cregan          | Ocean Racing Technology | 18         | +57.033        | 23       |           |
| 19                                                                              | 23       | Vicky Piria            | Trident Racing          | 18         | +59.726        | 19       |           |
| 20                                                                              | 24       | Antonio Spavone        | Trident Racing          | 18         | +1:00.765      | 22       |           |
| 21                                                                              | 6        | Matias Laine           | MW Arden                | 18         | +1:02.454      | 26       |           |
| 22                                                                              | 22       | Jakub Klášterka        | Jenzer Motorsport       | 18         | +1:03.565      | 24       |           |
| 23                                                                              | 2        | Conor Daly             | Lotus GP                | 17         | +1 kör         | 8        |           |
| Ki                                                                              | 21       | Patric Niederhauser    | Jenzer Motorsport       | 8          |                | 14       |           |
| Ki                                                                              | 31       | Ethan Ringel           | Atech CRS Grand Prix    | 8          |                | 21       |           |
| Ki                                                                              | 17       | Carmen Jordá           | Ocean Racing Technology | 5          |                | 25       |           |
| Leggyorsabb kör: Kevin Ceccon (Ocean Racing Technology) – 1:28,857 (18. körben) |          |                        |                         |            |                |          |           |
| Forrás:                                                                         |          |                        |                         |            |                |          |           |

## Második verseny
| Helyezés                                                                       | Rajtszám | Versenyző              | Csapat                  | Futott kör | Idő/Kiesés oka | Rajthely | Pont      |
| ------------------------------------------------------------------------------ | -------- | ---------------------- | ----------------------- | ---------- | -------------- | -------- | --------- |
| 1                                                                              | 14       | Marlon Stöckinger      | Status Grand Prix       | 13         | 21:37.673      | 1        | 17 (15+2) |
| 2                                                                              | 27       | António Félix da Costa | Carlin Motorsport       | 13         | +0.687         | 2        | 12        |
| 3                                                                              | 1        | Daniel Abt             | Lotus GP                | 13         | +1.820         | 3        | 10        |
| 4                                                                              | 4        | Mitch Evans            | MW Arden                | 13         | +2.685         | 4        | 8         |
| 5                                                                              | 5        | David Fumanelli        | MW Arden                | 13         | +3.651         | 5        | 6         |
| 6                                                                              | 18       | Kevin Ceccon           | Ocean Racing Technology | 13         | +5.337         | 6        | 4         |
| 7                                                                              | 3        | Aaro Vainio            | Lotus GP                | 13         | +6.266         | 8        | 2         |
| 8                                                                              | 9        | Tio Ellinas            | Marussia Manor Racing   | 13         | +7.090         | 9        | 1         |
| 9                                                                              | 29       | Kiss Pál Tamás         | Atech CRS Grand Prix    | 13         | +7.762         | 2        |           |
| 10                                                                             | 20       | Robert Visoiu          | Jenzer Motorsport       | 13         | +9.055         | 14       |           |
| 11                                                                             | 19       | Robert Cregan          | Ocean Racing Technology | 13         | +1:11.406      | 18       |           |
| 12                                                                             | 23       | Vicky Piria            | Trident Racing          | 13         | +1:12.106      | 19       |           |
| 13                                                                             | 30       | John Wartique          | Atech CRS Grand Prix    | 13         | +1:12.710      | 17       |           |
| 14                                                                             | 24       | Antonio Spavone        | Trident Racing          | 13         | +1:13.514      | 20       |           |
| 15                                                                             | 21       | Patric Niederhauser    | Jenzer Motorsport       | 13         | +1:14.329      | 24       |           |
| 16                                                                             | 6        | Matias Laine           | MW Arden                | 13         | +1:15.267      | 21       |           |
| 17                                                                             | 8        | Fabiano Machado        | Marussia Manor Racing   | 13         | +1:16.582      | 15       |           |
| 18                                                                             | 31       | Ethan Ringel           | Atech CRS Grand Prix    | 13         | +1:17.725      | 25       |           |
| 19                                                                             | 22       | Jakub Klášterka        | Jenzer Motorsport       | 13         | +1:18.420      | 22       |           |
| 20                                                                             | 15       | Kotaro Sakurai         | Status Grand Prix       | 13         | +1:19.123      | 13       |           |
| 21                                                                             | 17       | Carmen Jordá           | Ocean Racing Technology | 13         | +1:19.910      | 26       |           |
| 22                                                                             | 16       | Alice Powell           | Status Grand Prix       | 13         | +1:20.594      | 11       |           |
| Ki                                                                             | 2        | Conor Daly             | Lotus GP                | 10         | Baleset        | 23       |           |
| Ki                                                                             | 28       | William Buller         | Carlin Motorsport       | 0          | Baleset        | 12       |           |
| Ki                                                                             | 26       | Alex Brundle           | Carlin Motorsport       | 0          | Baleset        | 10       |           |
| Kiz                                                                            | 7        | Dmitry Suranovich      | Marussia Manor Racing   | 13         | (+1:10.884)*   | 16       |           |
| Leggyorsabb kör: Marlon Stöckinger (Status Grand Prix) – 1:28,747 (11. körben) |          |                        |                         |            |                |          |           |
| Forrás:                                                                        |          |                        |                         |            |                |          |           |

Megjegyzés:

* — Dmitry Suranovich-ot kizárták a versenyből, miután nem ment ki a boxba a versenybírok figyelmeztetésére a sérült autójával a Conor Daly-vel való ütközést követően.